# إكستليلتون

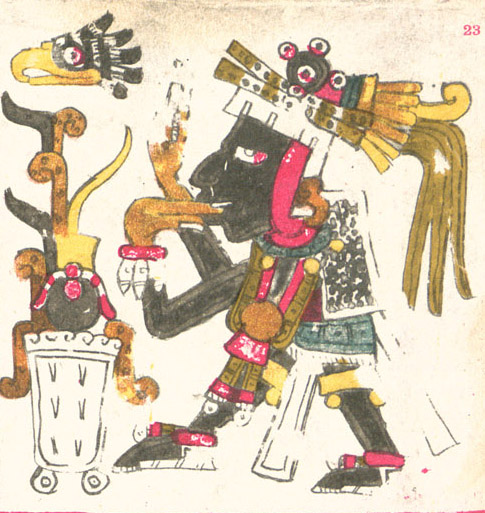
رسم لإكستيلتون

إكستليلتون (بالإنجليزية: Ixtlilton) الرب الأزتيكي للصحة والطب. وأيضا للألعاب والأعياد. اسمه يعني «الفرد الأسود الصغير». وبالتالي غالبًا ما يُلمح إليه بأنه شقيق Macuilxochitl إله الحاجة الرفاه أو الحظ الجيد. كان إكستليلتون إلهًا لطيفًا، انبثق من قناع بركاني جلب الظلمة والنوم الهادئ للأطفال في أسرتهم ليلًا.